# Xã Henry, Quận Golden Valley, Bắc Dakota
Xã Henry (tiếng Anh: Henry Township) là một xã thuộc quận Golden Valley, tiểu bang Bắc Dakota, Hoa Kỳ. Năm 2010, dân số của xã này là 23 người.